# Réquisitoire introductif
Le réquisitoire introductif est, en droit français, une pièce de la procédure pénale par laquelle le ministère public saisit le juge d'instruction. Il s'agit de l'un des moyens pour le procureur d'engager l'action publique, avec notamment la citation directe.

## Sources
- Raymond Gullien, Jean Vincent, Serge Guinchar et Gabriel Montagnier, Lexique des termes juridiques, Dalloz, 2003, 14e éd. [détail des éditions].
- Exemple de réquisitoire introductif